# Arnau Puig
Arnau Puig i Grau (Barcelona, 16 de enero de 1926-Barcelona., 29 de marzo de 2020) fue un sociólogo y crítico de arte español especialmente conocido por ser teórico del grupo Dau al Set, un grupo artístico vanguardista catalán considerado uno de los primeros referentes de la vanguardia artística interior posterior a la posguerra española,  en el que participaron otros nombres como Joan Brossa y Antoni Tàpies.

## Biografía
Se licenció en filosofía en la Universidad de Barcelona, y de 1956 a 1961 se especializó en sociología de la cultura y del arte en la Universidad de la Sorbona (París), donde fue altamente influido por el existencialismo. Fue uno de los principales impulsores del vanguardismo en Cataluña.
Fundó las revistas Algol y Dau al Set, de la cual surgió el grupo artístico del que fue teórico. Colaboró en Siglo 20, Cúpula, Presència, La Vanguardia, Nueva Forma y El País, y ejerció la crítica en Revista Europa, Gazeta del Arte, Batik, Avui y Artes Plásticas. De 1964 a 1975 fue presidente del Cercle Maillol del Instituto Francés de Barcelona. Fue profesor en la Facultad de Filosofía y Letras de la Universidad de Barcelona y de la Universidad Autónoma de Barcelona, y catedrático de estética en la Escuela Técnica Superior de Arquitectura de Barcelona. 
Fue director del Instituto de Historia y Arqueología del Consejo Superior de Investigaciones Científicas en Roma. En 1992 recibió la Cruz de San Jorge de la Generalidad de Cataluña, en 2003 el premio de la Asociación Catalana de Críticos de Arte y en 2004 la medalla al mérito cultural del Ayuntamiento de Barcelona. Fue miembro de honor de la Real Academia Catalana de Bellas Artes de San Jorge. En 2012 fue reconocido con el Premio Nacional de Cultura de la Generalidad de Cataluña.
Falleció el 29 de marzo en Barcelona a los noventa y cuatro años a causa de una enfermedad que padecía desde hacía algunos años.